# Čertižné
Čertižné je obec na Slovensku v okrese Medzilaborce. Žije zde 323 obyvatel.

## Historie
- 1431 – první zmínka jako Cherthws
- 1773 – doložena jako Czertissne
- 1786 – jako Čertissneye (maďarsky Nagycsertész, Csertész)
- 1914 – 1915 – zničení obce během ruské ofenzivy
- 1920 – jako Čertiažne
- 1921 – v roce 1921 zde stálo 164 domů a žilo zde 924 obyvatel, z toho 18 Čechoslováků, 779 Rusínů, 2 Maďaři a 104 Židů[2]
- 1927 – jako Čertižné
- 13. března 1935 – Čertižňansko-haburská vzpoura – vznikla jako odpor místních obyvatel proti exekuci, na potlačení vzpoury bylo povoláno 230 četníků, kteří zatkli desítky obyvatel, z toho 62, včetně dvou žen, bylo odsouzeno.
- 8. října 1944 – obec osvobodila vojska IV. ukrajinského frontu.

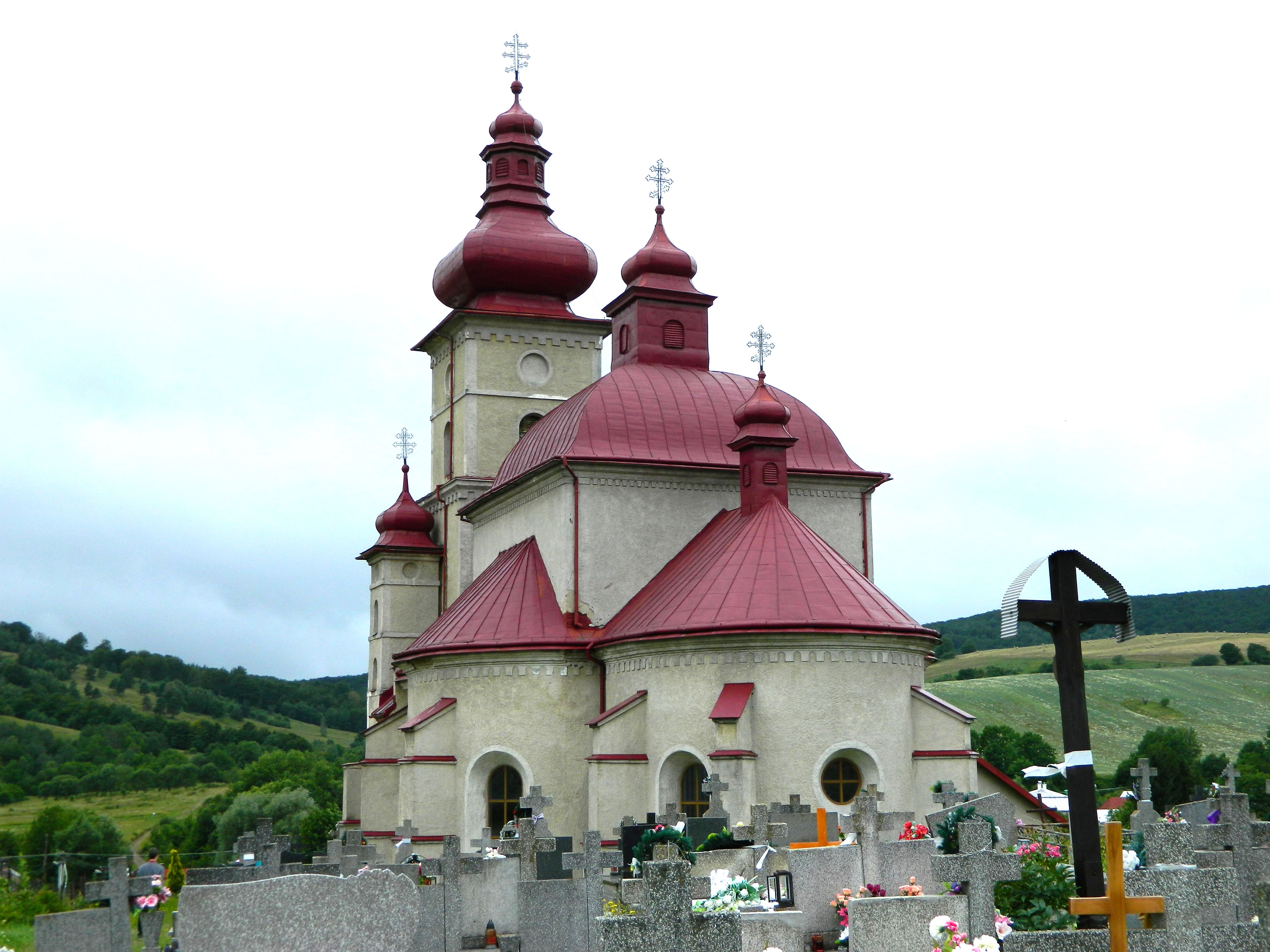
Chrám Nanebevstoupení Páně

## Památky
- Řeckokatolický Chrám Nanebevstoupení Páně
- Hrobka A. I. Dobrianského
- Hrob J. I. Stavrovského
- 5 vojenských hřbitovů z první světové války[3]
- Památný dům na čertižňansko-haburskou vzpouru – budova bývalé četnické stanice

## Osobnosti
- Adolf Ivanovič Dobriansky-Sačurov (Добрянський Адольф Іванович) (* 1817 – † 1901), rusínsky národní buditel, žil v Čertižném po odchodu do důchodu v r. 1867 až do r. 1881, kdy se přestěhoval do Lvova, zemřel v Innsbrucku v r. 1901, pohřben je v Čertižném.[4]
- Eliáš Galajda
- Julius Stavrovský-Popradov (Юлій Ставровський-Попрадов) (* 1850 – † 1899), rusínský národní buditel, řeckokatolický kněz působící v obci v letech 1879 – 1899, pohřben v Čertižném.[4]